# Plantation (Maine)
Pour les articles homonymes, voir Plantation (homonymie).
Une plantation est une forme de gouvernement local spécifique à l'État américain du Maine. Elle est considérée comme une municipalité par la loi du Maine et comme une division administrative mineure par le bureau du recensement des États-Unis. Vraisemblablement héritée de l'État du Massachusetts dont le Maine s'est séparé en 1820, cette forme de gouvernement local existe principalement dans le nord et le centre du Maine, avec une concentration dans le comté d'Aroostook et dans le comté de Somerset. 

## Étymologie
Pendant la période coloniale, plantation désigne tout à la fois une homestead (propriété) et une forme de gouvernement local. 
Au milieu du XVe siècle, le terme apparaît dans la langue anglaise sous la forme plantacioun avec le sens de "action de planter (des graines, etc.)". Le siècle suivant et à partir des années 1580, le terme prend le sens de "introduction, establishment" (introduction, établissement) : « une plantation avec des gens ou des colons, une colonisation » et dans les années 1610, il est couramment utilisé pour désigner « une colonie, un établissement originel dans un nouveau pays ». C'est le sens, par exemple, de Rhode Island, Providence Plantations, 1640. 

## Historique

### Plantations antérieures à 1820
Pendant la période coloniale et en raison de l'incertitude qui pesait sur la possession finale du territoire que se disputaient les Français et les Britanniques, il semble que seule une dispersion de plantations généralement éphémères aient existé, à l'exception des plantations permanentes côtières de Pemaquid (devenue New Harbor) et Monhegan, ports de pêche actifs. 
La première plantation dans l'état actuel du Maine remonterait au tout début du XVIIe siècle. Il s'agirait de la colonie Popham : première tentative d'établissement permanent par les Anglais en Nouvelle-Angleterre en août 1607, elle prend fin en octobre de l'année suivante après la mort, en février, de son président, George Popham. 
D'autres plantations sont établies le long de la côte sud et celles qui ont perduré ont été incorporées aux Massachusetts à partir de 1652  telles Kittery, établie en 1623 et constituée en 1647 ou Wells, établie en 1622 et constituée en 1653, ou encore Agamenticus, établie en 1636 et constituée sous la dénomination d'York en 1652. D'autres ont été détruites par les Amérindiens, telles Kennebec, établie en 1665 et détruite en 1689 ou New Dartmouth, établie en 1665 et détruite en 1688. 
Le terme de plantation désigne alors une communauté en stade pré-urbain et en phase de développement, que William MacDonald décrit comme une « rudimentary town » (ville rudimentaire). 
Ces plantations se trouvent sous le contrôle de la colonie de la baie du Massachusetts puis de la province de la baie du Massachusetts. Loin des instances gouvernementales et incertaines quant à la juridiction dont elles dépendent, elles s'organisent de manière individuelle, sans modèle préétabli, et sont connues, aléatoirement, sous les termes de plantations, towns ou townships. Il est donc difficile de distinguer à cette époque le statut d'une plantation de celui d'une ville. Il ressort cependant qu'à mesure que le Massachusetts affermit sa juridiction sur la province du Maine, les plantations s'organisent a minima pour élire en leur sein le percepteur des taxes et impôts que la Cour générale met en place sur le foncier. À partir du 1er septembre 1630, plus aucun établissement humain n'est possible sans l'autorisation du gouverneur de la Compagnie du Massachusetts. Des comités sont alors créés pour aider les pétitionnaires à tracer le périmètre des nouvelles plantations ou à déterminer les limites des anciennes. Les bornes des plantations sont alors fixées par le Cour générale. Chaque plantation est tenue de fournir des poids et mesures communs à l'ensemble, de maintenir le cours de la livre, d'arpenter et d'enregistrer les lots de terre et de fournir aux habitants un endroit approprié pour stocker la poudre et les munitions nécessaires à leur défense. La Cour fixe aux milices locales des jours de formation et d'entrainement au maniement des armes.   
Les élus (selectmen) de la plantation sont responsables de la vie locale dans ses différents aspects. Ils sont élus lors de l'assemblée (meeting) de la plantation par les votants (voters). Ils s'entourent d'un groupe de fonctionnaires dévolus aux tâches liées aux affaires de la plantation. La plus ancienne de ces fonctions est celle d'officier de police (constable). L'assemblée annuelle de la plantation est présidée par un modérateur (moderator), le plus souvent choisi parmi les élus pour diriger les débats avec les habitants. Les autres fonctions répertoriées dans les archives sont celles de commis de marché (clerk of market), d'arpenteurs des routes, de pelletiers (sealers of leather), d'huissier des eaux (water bailiff), d'emballeurs des viandes et des poissons (parker of meat and fish) et d'agents de police. Ces fonctionnaires sont nommés annuellement et ils ne peuvent être plus de neuf.   
Au XVIIIe siècle et dans l'esprit de self governement caractéristique du Massachusetts, chaque plantation organise  une assemblée (meeting) tous les ans au mois de mai, lors de laquelle les participants chargent les élus d'exécuter leurs décisions  et nomment les fonctionnaires municipaux : l'assesseur (assessor) et le collecteur (collector) qui, respectivement, répartit et lève l'impôt de l'Etat : le greffier (clerk) qui rédige les procès-verbaux de l'assemblée et tient les actes de l'état-civil ; l'officier de police ; le trésorier (treasurer) qui garde les fonds communaux et tout un nombre de commissaires (trustees) chargés des pauvres, des écoles, de la voierie et des routes, des dépenses de la paroisse, etc. La plantation gère son budget en toute indépendance, sans contrôle de l'Etat.    
Au fur et à mesure où la colonie se développe, une distinction s'établit entre plantation et ville : « la plantation est considérée comme se trouvant davantage placée sous l'autorité de la Cour générale ». Mais certains pouvoirs peuvent lui être confiés par ordonnance de la Cour générale comme le pouvoir de gérer les affaires prudentielles ou d'élire des députés pouvant la représenter, privilège en théorie réservé aux villes. L'incorporation d'une plantation en tant que ville relève d'une décision de la Cour générale.   
L'appellation de plantation tombe en désuétude dans le Massachusetts au fur et à mesure des incorporations dans le statut de ville mais perdure dans le Maine.    

### Plantations du Maine en 1820
Lors de la séparation du Maine avec le Massachusetts, le nouvel état compte 37 plantations. Pendant les vingt premières années d'existence du Maine, le statut des plantations reste majoritairement inchangé. En 1840, 9 plantations deviennent des towns.    

### Révision de 1840
Le 4 février 1840 est promulguée une loi qui prévoit que les plantations pourront s'organiser librement, en fixant pour seule condition qu'elles devront informer le Secrétaire d'Etat de leur date d'organisation et de leurs limites. Cette loi est à l'origine d'un certain nombre de regroupements de colons dispersés, souvent des bûcherons dans les forêts du Nord. De vastes étendues sont alors organisées en une plantation unique pouvant comprendre de 4 à 8 townships. 
Lors du recensement général des districts scolaires mené par le Superintendant aux écoles en 1855, il ressort que le Maine compte alors 99 plantations.

### Révision de 1859
À partir de 1859, les regroupements de plusieurs townships (cantons) pour constituer une plantation ne sont plus possibles. La loi prévoit désormais que « les plantations organisées ne peuvent être composées de plus d'un canton ». Ces dispositions sont toujours en vigueur. 

## Statut
Il n'y a pas de seuil critique de population pour une plantation. Un certain nombre de plantations ont ainsi une population supérieure à celle d'une town. « À aucun moment de son histoire qu'il soit province, district ou État, [le Maine] n'a exigé qu'une plantation devienne une ville, ni qu'une ville ait une existence préalable en tant que plantation ».
Les plantations issues de townships de 200 habitants ou plus ont d'ailleurs, à peu de chose près, les mêmes pouvoirs et responsabilités que les towns. 
À quelques exceptions près (Matinicus Isle dans le comté de Knox, Monhegan dans le comté de Lincoln, The Forks et West Forks dans le comté de Somerset), ces municipalités affichent leur statut de plantation dans leur appellation. 
La plantation la plus peuplée du Maine est Dallas Plantation dans le comté de Franklin (304 habitants au recensement de 2020), la moins peuplée étant Glenwood Plantation dans le comté d'Aroostook (5 habitants au recensement de 2020). La plus ancienne est Brighton Plantation dans le comté de Somerset (1816) et la plus récente Sandy River Plantation dans le comté de Franklin (1905). 

## Procédure
Dès qu'un township compte 200 habitants, une assemblée doit être tenue pour que la population se prononce quant à son organisation en plantation. Les commissaires du comté concerné doivent délivrer leur mandat à un habitant de la localité, avec l'assentiment de la majorité des pétitionnaires ayant demandé le recensement de la population, le cas échéant. L'habitant désigné doit notifier à la population l'organisation d'une assemblée au jour et au lieu indiqués dans le mandat, pour choisir un modérateur, un greffier, trois assesseurs, un trésorier, un percepteur des impôts, un officier de police, un comité d'école et d'autres fonctionnaires de plantation si nécessaire. Lorsque la plantation est organisée, le greffier et les assesseurs adressent au Secrétaire d'État une copie conforme de la pétition des habitants (s'il y en a eu une), du mandat des commissaires du comté concerné, du compte-rendu de l'assemblée ainsi qu'une description écrite des limites de la plantation. Le Secrétaire d'État enregistre les documents et toutes les lois relatives aux plantations s'appliquent immédiatement à la nouvelle plantation. 
Tout township d'un nombre quelconque d'habitants peut s'organiser en plantation : la demande se fait par pétition d'au moins trois habitants ayant le droit de vote auprès des commissaires du comté concerné, qui notifient à la population de se réunir pour en décider. Si la majorité se prononce en faveur du projet, l'assemblée désigne les selectmen et fonctionnaires nécessaires à son organisation. Le Secrétaire d'Etat est alors officiellement informé et la plantation aussitôt reconnue. Cette possibilité d'auto-saisine est désignée sous l'appellation d'« alternative method » dans les Statuts révisés du Maine, à l'alinea 3 du § 7001 relatif à l'organisation des townships non incorporés. 

## Mode de fonctionnement et compétences
Le mode de fonctionnement et les compétences des plantations sont précisés dans le titre 30-A (Municipalités et comtés), partie 3 (Plantations et lieux non organisés), chapitre 301 (Plantations), sous-chapitres 1 (Organisation) et 2 (Pouvoirs et devoirs) des Statuts révisés du Maine. 
Ces dispositions ont été prises en application et dans le respect de l'article VIII de la Constitution du Maine et notamment son article 1 : « Les habitants de toute municipalité ont le pouvoir de modifier et d'amender leurs chartes sur toutes les questions, non interdites par la Constitution ou la loi générale, qui sont de caractère local et municipal. La Législature prescrit la procédure par laquelle la municipalité peut agir ainsi ».
Les plantations doivent se réunir tous les ans afin de choisir un greffier, trois assesseurs, un trésorier, un percepteur des impôts et un comité scolaire. Les commissaires aux routes sont nommés par les assesseurs, une fois réunis les fonds pour la réfection des voies et ponts de la plantation.
Aux termes du § 7051, « les plantations ont les mêmes pouvoirs et devoirs, et sont soumises aux mêmes restrictions, qu'une municipalité », y compris le pouvoir d'ordonnance « mais uniquement en ce qui concerne les ordonnances portant sur le contrôle des animaux, la vente et l'utilisation des feux d'artifice au sein de la plantation, les ordures, déchets, matériaux indésirables (...) et les ordonnances adoptées conformément au titre 7, chapitre 8‑F », c'est-à-dire concernant la souveraineté alimentaire du Maine. 
En sus de ces pouvoirs et devoirs généraux, une plantation peut exercer des pouvoirs spécifiques, divers et variés, énoncés aux § 7052 à 7063, comme, par exemple, le pouvoir de nommer et rémunérer un historien de la plantation (§ 7055) ou le pouvoir de constituer une commission de préservation de l'environnement (marais, marécages et autres lieux humides) ou/et une commission à l'énergie, les deux commissions pouvant fusionner (§ 7058).

## Tendance à la désorganisation
Le bureau du recensement des Etats-Unis relève qu'entre 1870 et 1970, il y a pu avoir à un moment ou à un autre jusqu'à 116 plantations dans le Maine. Au 1er novembre 2023, il existe 29 plantations : 45 des 116 plantations recensées sont devenues des towns et 42 se sont désorganisées, devenant des townships. Depuis l'an 2000, c'est le cas de Codyville Plantation dans le comté de Washington (2019), de Cary Plantation dans le comté d'Aroostook (2019), de Magalloway Plantation dans le comté d'Oxford (2021) et de Drew Plantation dans le comté de Penobscot (2023). 
Il convient cependant de noter que ce phénomène touche aussi les towns et qu'il s'agirait d'une tendance générale. 

## Répartition par comtés
Au 1er novembre 2023 et par ordre alphabétique, avec date d'organisation.

### Comté d'Aroostook
- Cyr Plantation (1870)
- Garfield Plantation (1885)
- Glenwood Plantation (1863)
- Macwahoc Plantation (1863)
- Moro Plantation (1891)
- Nashville Plantation (1895)
- Reed Plantation (1843)
- Saint John Plantation (1874)
- Winterville Plantation (1884)

### Comté de Franklin
- Coplin Plantation (1866)
- Dallas Plantation (1845)
- Rangeley Plantation (1895)
- Sandy River Plantation (1905)

### Comté de Knox
- Matinicus Isle (1840)

### Comté de Lincoln
- Monhegan (1839)

### Comté d'Oxford
- Lincoln Plantation (1875)

### Comté de Penobscot
- Carroll Plantation (1845)
- Seboeis Plantation (1890)
- Webster Plantation (1856)

### Comté de Piscataquis
- Kingsburg Plantation (1836)
- Lake Wiew Plantation (1892)

### Comté de Somerset
- Brighton Plantation (1816)
- Dennistown Plantation (1873)
- Highland Plantation (1886)
- Pleasant Ridge Plantation (1840)
- The Forks (1840)
- West Forks (1893)

### Comté de Washington
- Baring Plantation (1825)
- Grand Lake Stream (1897)